# Collegio elettorale di San Severo (Senato della Repubblica)
Il collegio di San Severo fu un collegio elettorale uninominale della Repubblica Italiana per l'elezione del Senato della Repubblica. Apparteneva alla circoscrizione Puglia e fu utilizzato per eleggere un senatore nella XII, XIII e XIV legislatura.
Venne istituito nel 1993 con la cosiddetta Legge Mattarella (Legge n. 276, Norme per l'elezione del Senato della Repubblica), attuata in seguito al referendum abrogativo del 1993. La legge istituì per la Camera dei deputati e per il Senato della Repubblica un sistema di elezione misto, in parte maggioritario e in parte proporzionale. Il 75% dei parlamentari dell'assemblea veniva eletto in collegi uninominali tramite sistema maggioritario a turno unico; il restante 25% al Senato veniva eletto tramite recupero proporzionale dei più votati non eletti attraverso un meccanismo di calcolo denominato "scorporo", cioè sottraendo dal conteggio dei voti totali di una lista nella parte proporzionale i voti ottenuti dai candidati collegati alla medesima lista che erano eletti nei collegi uninominali con il sistema maggioritario.
Il collegio venne abolito insieme a tutti gli altri che costituivano il Senato con la promulgazione della legge elettorale successiva, la cosiddetta Legge Calderoli. Questa prevedeva un sistema proporzionale con premio di maggioranza, che al Senato veniva attribuito a livello regionale.

## Territorio
Il collegio di San Severo era uno dei 16 collegi uninominali in cui era suddivisa la Puglia e, come previsto dal D.Lgs. del 20 dicembre 1993 n. 535, era interamente compreso nella provincia di Foggia e comprendeva i seguenti comuni: Accadia, Alberona, Anzano di Puglia, Apricena, Biccari, Bovino, Carlantino, Casalnuovo Monterotaro, Casalvecchio di Puglia, Castelluccio Valmaggiore, Castelnuovo della Daunia, Celenza Valfortore, Celle di San Vito, Chieuti, Deliceto, Faeto, Lesina, Lucera, Monteleone di Puglia, Motta Montecorvino, Orsara di Puglia, Panni, Pietramontecorvino, Poggio Imperiale, Rignano Garganico, Roseto Valfortore, San Marco la Catola, San Paolo di Civitate, San Severo, Sannicandro Garganico, Sant'Agata di Puglia, Serracapriola, Torremaggiore, Troia, Volturara Appula e Volturino.

## Eletti
| Elezione | Elezione | Senatore       | Partito                  |
| -------- | -------- | -------------- | ------------------------ |
|          | 1994     | Angelo Rossi   | Progressisti (PRC/MCU)   |
|          | 1996     | Vittorio Mundi | Polo per le Libertà (FI) |
|          | 1997     | Vittorio Mundi | L'Ulivo (RI/UDEUR)       |
|          | 2001     | Carmelo Morra  | Casa delle Libertà (FI)  |

## Dati elettorali

### XII legislatura
|                               | Angelo Rossi ✔️ Eletto         | Progressisti               | 41 764  | 38,53 |  |  |  |  |  |
|                               | Ferdinando Marinelli ✔️ Eletto | Polo del Buon Governo      | 38 210  | 35,25 |  |  |  |  |  |
|                               | Aldo Fantauzzi                 | Patto per l'Italia         | 16 533  | 15,25 |  |  |  |  |  |
|                               | Lorenzo Luigi Marco Cassano    | Socialdemocrazia           | 6 103   | 5,63  |  |  |  |  |  |
|                               | Grazia Antonia Maria Infante   | Lista Pannella-Riformatori | 3 370   | 3,11  |  |  |  |  |  |
|                               | Isabella Lucia Fania           | Alleanza Popolare          | 2 406   | 2,22  |  |  |  |  |  |
| Totale                        | Totale                         | Totale                     | 108 386 | 100   |  |  |  |  |  |
|                               |                                |                            |         |       |  |  |  |  |  |
| Voti non validi               | Voti non validi                | Voti non validi            | 16 511  | 13,22 |  |  |  |  |  |
| Votanti                       | Votanti                        | Votanti                    | 124 897 | 76,13 |  |  |  |  |  |
| Elettori                      | Elettori                       | Elettori                   | 164 064 |       |  |  |  |  |  |
|                               |                                |                            |         |       |  |  |  |  |  |
| Data: 27-28 marzo 1994        |                                |                            |         |       |  |  |  |  |  |
| Fonte: Ministero dell'interno |                                |                            |         |       |  |  |  |  |  |

### XIII legislatura
|                               | Vittorio Mundi ✔️ Eletto | Polo per le Libertà                | 46 075  | 45,36 |  |  |  |  |  |
|                               | Angelo Dionisi           | Progressisti                       | 38 586  | 37,99 |  |  |  |  |  |
|                               | Nicola Sessa             | Movimento Sociale Fiamma Tricolore | 8 257   | 8,13  |  |  |  |  |  |
|                               | Lorenzo Ciliberti        | Lista Pannella-Sgarbi              | 2 953   | 2,91  |  |  |  |  |  |
|                               | Antonio Liberatore       | Gruppo Indipendente Libertà        | 2 379   | 2,34  |  |  |  |  |  |
|                               | Giovanni Saltarelli      | Ambientalisti                      | 2 227   | 2,19  |  |  |  |  |  |
|                               | Federico Dimaggio        | Lega d'Azione Meridionale          | 1 089   | 1,07  |  |  |  |  |  |
| Totale                        | Totale                   | Totale                             | 101 566 | 100   |  |  |  |  |  |
|                               |                          |                                    |         |       |  |  |  |  |  |
| Voti non validi               | Voti non validi          | Voti non validi                    | 18 736  | 15,57 |  |  |  |  |  |
| Votanti                       | Votanti                  | Votanti                            | 120 302 | 71,44 |  |  |  |  |  |
| Elettori                      | Elettori                 | Elettori                           | 168 392 |       |  |  |  |  |  |
|                               |                          |                                    |         |       |  |  |  |  |  |
| Data: 21 aprile 1996          |                          |                                    |         |       |  |  |  |  |  |
| Fonte: Ministero dell'interno |                          |                                    |         |       |  |  |  |  |  |

### XIV legislatura
|                               | Carmelo Morra ✔️ Eletto     | Casa delle Libertà                          | 44 895  | 39,95 |  |  |  |  |  |
|                               | Raffaele Morese             | L'Ulivo                                     | 42 662  | 37,96 |  |  |  |  |  |
|                               | Francesco Maria Ciro Damone | Democrazia Europea – Socialisti Autonomisti | 11 053  | 9,83  |  |  |  |  |  |
|                               | Giovanni Fernando Altrui    | Partito della Rifondazione Comunista        | 5 762   | 5,13  |  |  |  |  |  |
|                               | Antonio Mastroiorio         | Lista Di Pietro                             | 3 959   | 3,52  |  |  |  |  |  |
|                               | Giovanni Lucio De Capua     | Fiamma Tricolore                            | 2 658   | 2,36  |  |  |  |  |  |
|                               | Giacomo Raffaele Caruso     | Lista Pannella-Bonino                       | 989     | 0,88  |  |  |  |  |  |
|                               | Antonella Maggio            | Lega d'Azione Meridionale                   | 412     | 0,37  |  |  |  |  |  |
| Totale                        | Totale                      | Totale                                      | 112 390 | 100   |  |  |  |  |  |
|                               |                             |                                             |         |       |  |  |  |  |  |
| Voti non validi               | Voti non validi             | Voti non validi                             | 10 538  | 8,57  |  |  |  |  |  |
| Votanti                       | Votanti                     | Votanti                                     | 122 928 | 71,61 |  |  |  |  |  |
| Elettori                      | Elettori                    | Elettori                                    | 171 674 |       |  |  |  |  |  |
|                               |                             |                                             |         |       |  |  |  |  |  |
| Data: 13 maggio 2001          |                             |                                             |         |       |  |  |  |  |  |
| Fonte: Ministero dell'interno |                             |                                             |         |       |  |  |  |  |  |